# Rebolledo de la Torre

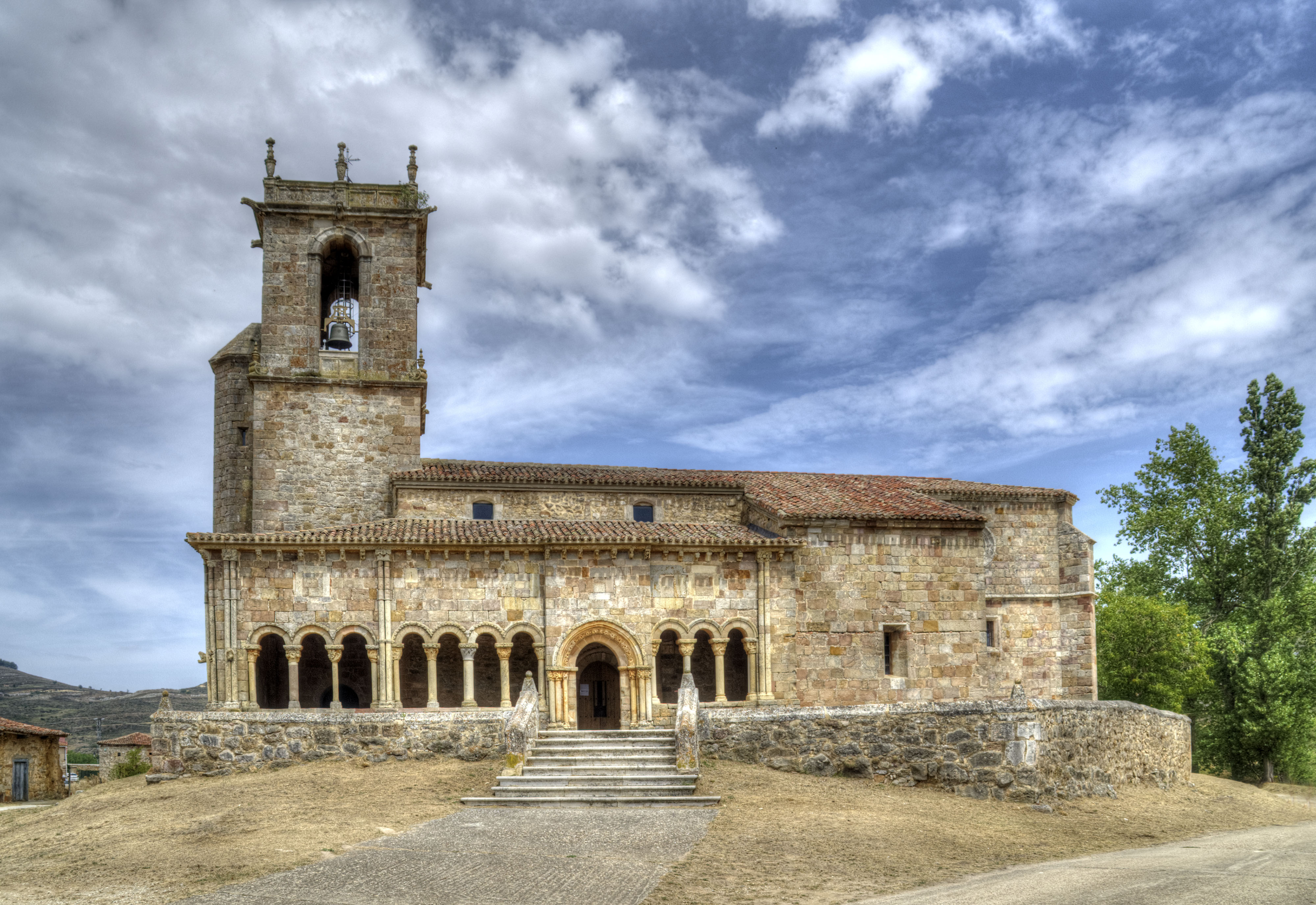
Rebolledo de la Torre – Iglesia de San Julian y Santa Basilisa

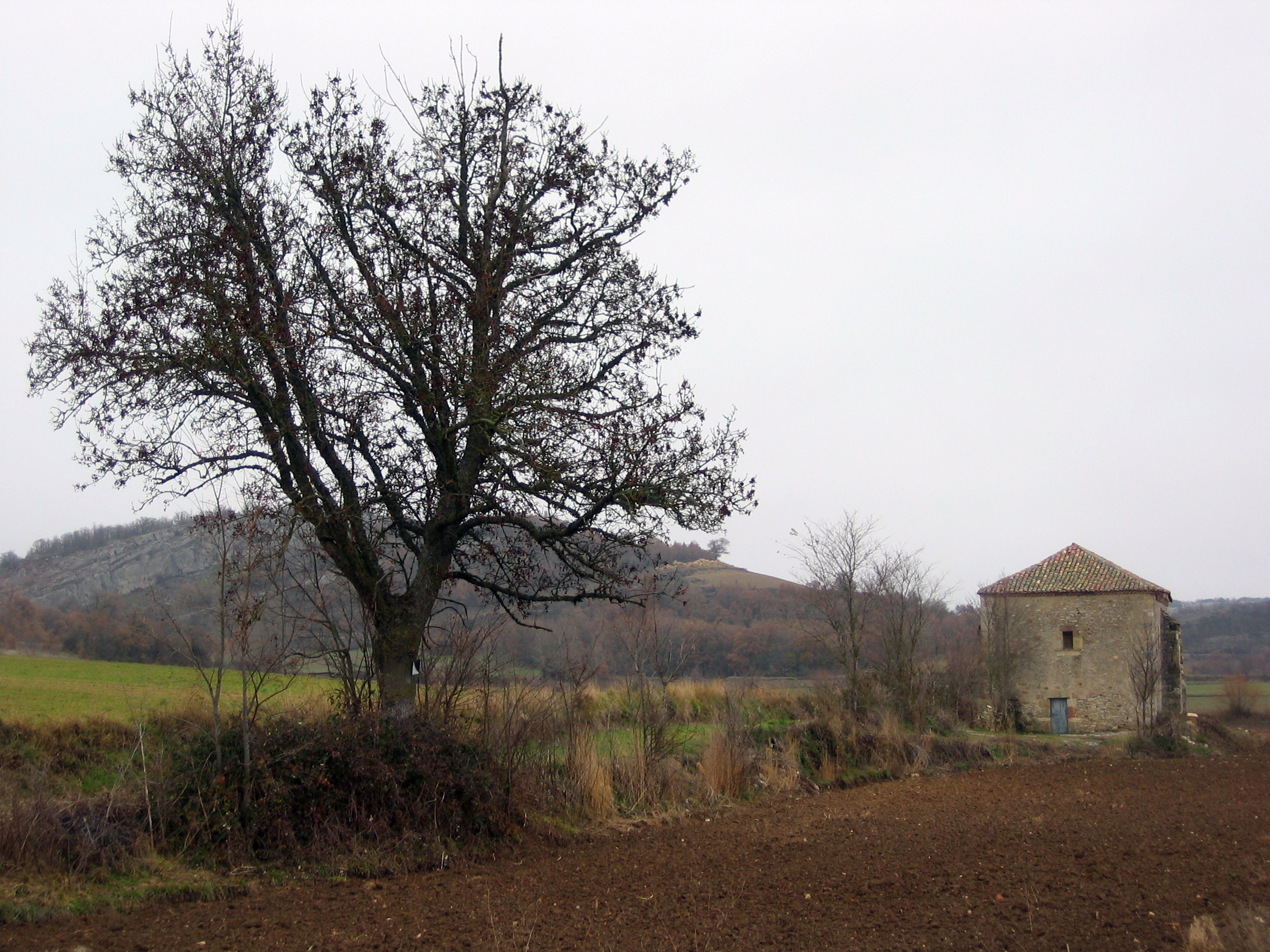
Rebolledo de la Torre – Ermita de Santa Lucia

Rebolledo de la Torre ist ein Ort und eine nordspanische Landgemeinde (municipio) mit nur noch 92 Einwohnern (Stand: 2024) im Nordwesten der Provinz Burgos in der Autonomen Gemeinschaft Kastilien-León.

## Lage und Klima
Der Ort Rebolledo de la Torre liegt in der kastilischen Hochebene (meseta) zu Füßen einer kleinen Bergkette ca. 80 km (Fahrtstrecke) nordwestlich der Provinzhauptstadt Burgos in einer Höhe von ca. 950 m. Das Klima ist gemäßigt bis warm; Regen (ca. 700 mm/Jahr) fällt übers Jahr verteilt.

## Bevölkerungsentwicklung
| Jahr      | 1857  | 1900 | 1950 | 2000 | 2019 |
| Einwohner | 1.022 | 973  | 817  | 180  | 102  |

Die Mechanisierung der Landwirtschaft, die Aufgabe bäuerlicher Kleinbetriebe und der damit einhergehende Verlust von Arbeitsplätzen haben seit der Mitte des 20. Jahrhunderts zu einem deutlichen Rückgang der Einwohnerzahlen geführt (Landflucht). Zur Gemeinde gehören auch die nahezu aufgegebenen Weiler (pedanías) Albacastro, Castrecias und Valtierra de Albacastro.

## Wirtschaft
Die Einwohner der Landgemeinde lebten jahrhundertelang als Selbstversorger von der Landwirtschaft. Städtische Märkte waren zu weit entfernt und so konnten nur haltbare oder haltbar gemachte Produkte (Tierhäute, Käse, Wurst) bei fahrenden Händlern getauscht oder verkauft werden.

## Geschichte
Über die Ursprünge des Ortes ist so gut wie nichts bekannt. Keltische, römische, westgotische und selbst maurische Spuren fehlen. Im frühen 10. Jahrhundert wurde die Gegend von den Christen unter der Führung des Grafen Gonzalo Fernández zurückerobert (reconquista) und anschließend neu- oder wiederbesiedelt (repoblación); in dieser Zeit entstand wahrscheinlich der Ort, der im 11. oder 12. Jahrhundert eine Kirche und eine Burg erhielt.

## Sehenswürdigkeiten
- Die den hll. Julian und Basilissa geweihte Kirche des Ortes wurde in mehreren Abschnitten errichtet. Ältester erhaltener Bauteil ist wahrscheinlich das aus Bruchsteinen bestehende Langhaus; später entstanden der romanische Portikus und in der Spätgotik bzw. der Renaissance die von Strebepfeilern stabilisierte Apsis und der Glockenturm (campanario). Einige Säulenschäfte und Kapitelle der Vorhalle sind reich verziert. Das Westfenster des Portikus zeigt eine außergewöhnlich reich verzierte Bogenrahmung in der Art eines Alfiz mit Vielpassbögen, Miniaturtürmchen und zwei Figuren, die als  Adam und Eva interpretiert werden. Das leicht aus der Mauerflucht hervortretende Portal ist zweifach zurückgestuft; eine der Archivolten zeigt einen Kugelstab. Das zweischiffige Innere der Kirche ist rippengewölbt und bewahrt zwei sehenswerte Barockaltäre.[4][5]
- In unmittelbarer Nachbarschaft der Kirche stehen die Reste der ehemals von einem Wassergraben (foso) umgebenen mittelalterlichen Burg (castillo). Zu sehen sind Teile der Burgmauer und der ca. 20 m hohe und nahezu vollständig erhaltene fensterlose Bergfried (torre del homenaje), dessen Mauerdicke ca. 1,20 m beträgt.[6]

Umgebung
- Etwa zwei Kilometer vom Ort entfernt steht eine der heiligen Lucia von Syrakus geweihte apsislose Kapelle (ermita) aus Bruchsteinen unter Verwendung einiger Spolien.